# Warhammer 40,000: Squad Command
Warhammer 40,000: Squad Command è un videogioco strategico a turni ispirato all'universo fantascientifico di Warhammer 40,000, pubblicato il 16 novembre 2007 per PlayStation Portable e Nintendo DS, sviluppato dalla software house RedLynx e distribuito da THQ.

## Ambientazione
Il titolo permette al giocatore di controllare dei guerrieri geneticamente modificati, gli Space Marines, indomiti difensori del genere umano impegnati a combattere le loro controparti caotiche, gli Space Marines del Caos, traditori votati alla volontà degli Dei Oscuri.
Le vicende sono ambientate sul pianeta di Ruhr III, caratterizzato da installazioni industriali in rovina e città dalle fattezze gotiche ormai abbandonate.

## Modalità di gioco
La versione PlayStation Portable permette di scegliere fra sei diversi eserciti dell'universo di Warhammer 40,000, mentre la versione per Nintendo DS permette di scegliere fra quattro diversi eserciti.
Vi è la possibilità di confrontarsi fra eserciti della stessa fazione.
Il titolo usa una visuale isometrica e permette al giocatore di comandare fino a sei diverse unità, da muovere, posizionare ed equipaggiare a piacimento.
Ogni singolo soldato controllato dal giocatore ha una propria barra della salute, quantificata in HP ("Health Points", punti salute), che se azzerata provoca la morte del combattente.
Si possono spesso alternare diverse unità di fanteria più o meno corazzata a mezzi pesanti. Inoltre, è possibile personalizzare l'armamento di ogni singolo membro della squadra, spaziando da armi corpo a corpo a piattaforme di fuoco anticarro, per un totale di 20 diverse opzioni.
Il sistema di movimento, puntamento delle armi e di tiro è sviluppato tramite una meccanica di AP ("Action Points", punti azione), che si quantificano per ogni singolo soldato sulla base dell'agilità data dalla sua armatura e dal numero di munizioni che trasporta (quest'ultimo concetto si applica sia a carri che a camminatori pesanti).
Gli scontri a fuoco sono caratterizzati dalla meccanica della precisione, con una rosa che può essere ristretta tramite un investimento di punti azione, costringendo spesso il giocatore ad essere cauto e ponderato sul come spendere i suddetti.
Peculiare è la possibilità di lasciare i fanti in puntamento a fine turno, potendo farli reagire ad eventuali cariche nemiche, a patto che nel turno avversario abbiano conservato sufficienti punti azione. Essendo spesso le forze nemiche in maggioranza la meccanica in questione è decisiva qualora si voglia creare un vero e proprio perimetro difensivo.
È presente un sistema di coperture, reso possibile dalla possibilità di distruggere gli ambienti 3D (incentivata dall'uso di armi esplosive) e dalla relativa mutabilità del campo di battaglia.

### Giocatore singolo
La parte più corposa del titolo è quella dedicata al giocatore singolo, con 15 missioni in cui devono essere affrontate le forze caotiche comandate dall'intelligenza artificiale. Ogni fase della campagna è preceduta da un filmato introduttivo.

### Multigiocatore
Il multigiocatore supporta fino ad otto giocatori su nove mappe di differenti dimensioni, sia localmente tramite connessione wireless che globalmente tramite Wi-Fi.

## Unità giocabili

### Scout
Fanti esploratori dalla corazza leggera che utilizzano il fucile requiem come equipaggiamento standard. Possono utilizzare fucili a pompa e fucili di precisione; successivamente nella campagna possono essere dotati di fucili requiem pesanti e di lanciamissili.

### Marine tattici
Spina dorsale di ogni contingente di space marines. Anch'essi utilizzano di base il fucile requiem; possono però optare per diverse armi speciali, fra cui il fucile al plasma, il cannone laser, il lanciamissili e la spada a catena, brutale arma bianca per gli scontri corpo a corpo.

### Terminator
Veri e propri colossi che prendono il nome dall'omonima armatura che indossano, i Terminator torreggiano sui commilitoni; come equipaggiamento standard sono dotati di maglio potenziato e di fucile requiem d'assalto. Il loro ruolo è quello di incassare i colpi avversari ed è possibile equipaggiarli con lanciafiamme pesanti per gettarli nella mischia, decimando i ranghi nemici.

### Cavalieri Grigi
Monaci guerrieri facenti parte dell'Inquisizione; indossano armature Terminator e sono specializzati nel combattere le file di demoni che affiancano gli Space Marines del Caos. Sono armati di alabarde infuse di poteri psichici e di fucili requiem d'assalto.

### Camminatore pesante Dreadnought
Possente camminatore corazzato dotato di giganteschi magli robotici; può essere equipaggiato con cannone d'assalto, doppio cannone laser o lanciamissili pesante. 

### Carro Predator
Cingolato pesantemente armato, monta in torretta un cannone semiautomatico e cannoni laser sulle fiancate, all'occorrenza sostituibili con fucili requiem pesanti.

### Land Speeder
Velivolo da ricognizione dalla corazza leggera, compensa l'essere scarsamente armato con una spiccata agilità. Adatto per azioni volte a sfiancare la fanteria nemica.

### Whirlwind
Cingolato dal ruolo di artiglieria mobile; monta svariate batterie di missili per colpire il nemico dalla distanza. L'individuazione delle unità nemiche data dagli esploratori lo rende particolarmente efficace.

### Land Raider
Colossale cingolato armato di quattro cannoni laser e di due requiem pesanti. Pesantemente corazzato, può resistere ai danni più ingenti.

## Nemici

### Cultisti
Milizie di coloni corrotti dalle forze caotiche. Sono deboli e dotati solo di armi leggere, ma diventano una minaccia quando sono numerosi.

### Space marine del Caos
Controparte dei marines tattici, sono adornati da corna e corrotti dagli Dei Oscuri. Utilizzano gli stessi equipaggiamenti dei lealisti.

### Terminator del Caos
Temibili avversari corazzati; hanno la peculiarità di potersi teletrasportare per apparire fra i ranghi delle unità nemiche. Essendo armati come le controparti lealiste sono una minaccia concreta.

### Bloodletter
Demoni del sangue armati di lame demoniache. Hanno fattezze di diavoli, con lunghe corna e lingue biforcute. Temono i Cavalieri Grigi.

### Predator del Caos
Mezzo corazzato adornato da teste impalate e icone caotiche. Armato come il carro Predator a disposizione del giocatore.

### Obliteratori
Terminator del Caos posseduti dalle forze demoniache; sono fusi con svariate armi pesanti, a creare un abominio di carne e metallo.

### Defiler
Titanico camminatore dalle molteplici zampe robotiche, che utilizza le proprie chele per dilaniare i nemici.

### Principe demone
Entità invocata tramite un rituale demoniaco. Dalle dimensioni ragguardevoli, questo demone alato è l'avversario più ostico fra le file nemiche. Utilizza un'ascia bipenne.

## Accoglienza
| Testata                          | Versione | Giudizio |
| -------------------------------- | -------- | -------- |
| Metacritic (media al 09-07-2020) | PSP      | 67/100   |
| Metacritic (media al 09-07-2020) | DS       | 57/100   |
| IGN                              | PSP      | 5.4      |
| Eurogamer                        | PSP      | 7/10     |

Entrambe le versioni sono state accolte con pareri contrastanti. La versione Playstation Portable su Metacritic ha raggiunto un indice di gradimento del 67% dalla critica; la versione Nintendo DS ha raggiunto un 57%. Eurogamer lo ha recensito con un voto di 7/10.
Il pubblico ha avuto una reazione migliore rispetto alla critica, recependo il gioco meno duramente.